# Transports à La Réunion
 (septembre 2018).
Si vous disposez d'ouvrages ou d'articles de référence ou si vous connaissez des sites web de qualité traitant du thème abordé ici, merci de compléter l'article en donnant les références utiles à sa vérifiabilité et en les liant à la section « Notes et références ».
Les transports dans le département d'outre-mer français de La Réunion s'inscrivent dans deux problématiques, celle de l'éloignement vis-à-vis de la France continentale et celle de l'engorgement du territoire insulaire.

## Transport routier

### Généralités
Les principaux problèmes de sécurité sont affectés par l'alcool et la vitesse.
L'île de La Réunion comptait, en 2004, près de 300 000 véhicules particuliers soit environ une voiture pour deux habitants. Elles sont plus récentes et plus personnalisées qu'en métropole. La même année, 135 000 tonnes de supercarburant et 230 000 tonnes de gazole ont été importées dans l'île.[réf. nécessaire]
La région de La Réunion comptait, en 2023, près de 422 000 véhicules. L'âge moyen des véhicules est deux fois moindre qu'en métropole.
La Réunion possède un réseau routier de bonne qualité. Les onze routes nationales de La Réunion sont, malgré leur dénomination, gérées par le conseil régional de la Réunion depuis 2007. Parmi elles, les plus importantes permettent de faire le tour de l'île :
- la RN 1 entre Saint-Denis et Saint-Pierre en passant par l'ouest ;
- la RN 2 entre Saint-Denis et Saint-Pierre en passant par l'est ;
- la RN 3 entre Saint-Benoît et Saint-Pierre qui constitue la seule voie transversale de l'île via les hautes plaines ;
- la RN 5 entre Saint-Louis et Cilaos, surnommée la « route aux 400 virages », qui constitue l'unique accès routier au cirque de Cilaos.

Le réseau de chemins départementaux est assez dense. Il permet une desserte plus fine du territoire, notamment des centres urbains et des bourgs d'altitude. La topographie montagneuse de l'île contraint fortement les déplacements. Les nombreuses rivières et ravines obligent la construction d'ouvrages d'art ou pour les éviter à effectuer de nombreux virages. La route nationale 2 est régulièrement coupée par des coulées de lave du Piton de la Fournaise.

### Liaison Saint-Denis - La Possession

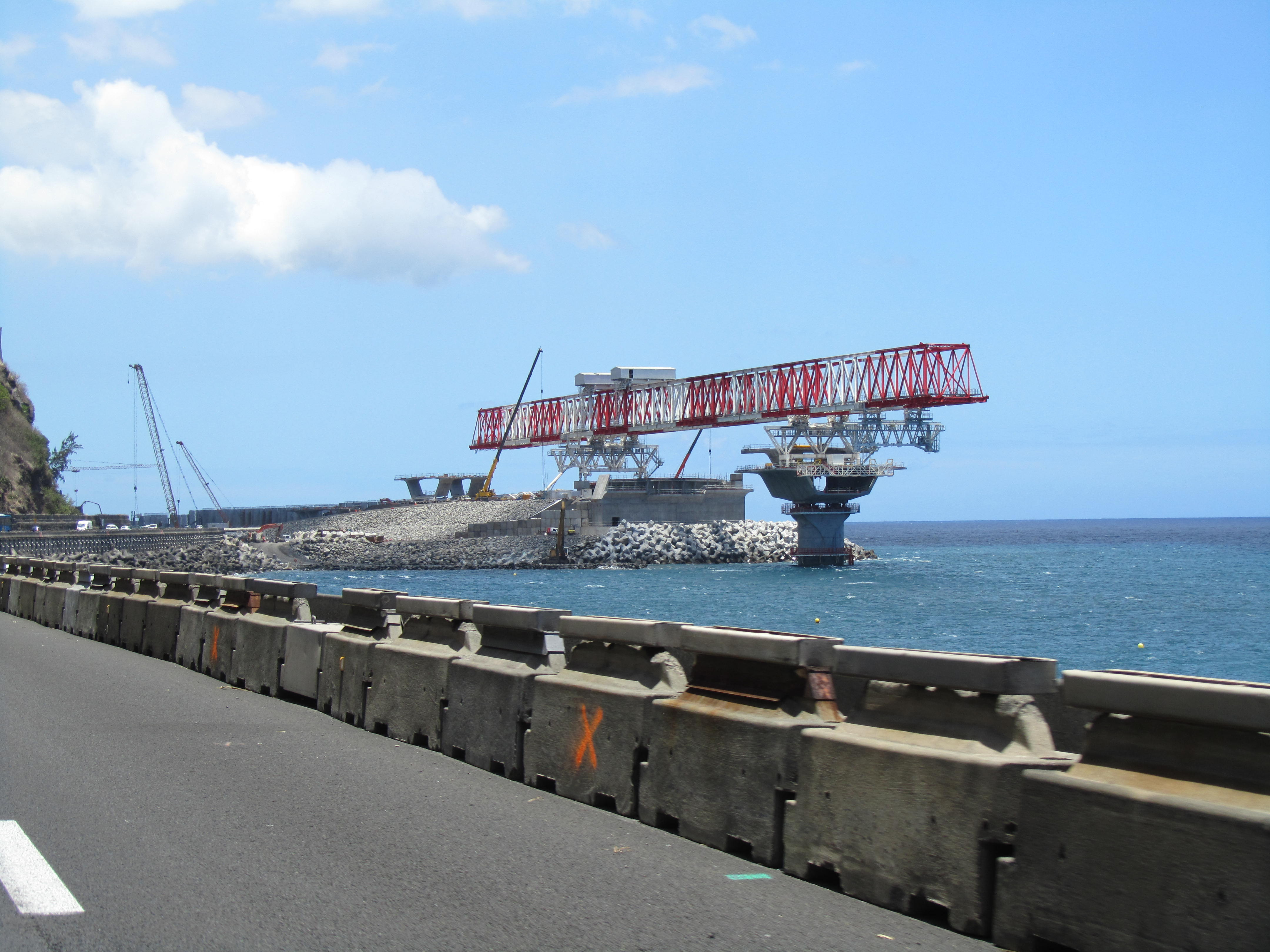
Travaux de construction de la nouvelle route du Littoral, vus depuis (l'ancienne) route du Littoral, en 2016.

À la fin des années 1950 alors que le passage de La Montagne était aménagé sommairement, il fut choisi de construire une route le long de la falaise entre Saint-Denis et La Possession, puis ultérieurement de la doubler. C'est la route du Littoral, saturée et fréquemment fermée en raison du risque de chutes de pierre et de la houle cyclonique.
La construction d'une nouvelle route du Littoral, construite sur la mer à distance de la falaise, a donc été envisagée. Parallèlement, de Saint-Benoît à Saint-Pierre en passant par Saint-Denis, un projet de transport en commun en site propre (TCSP) a été projeté dans les années 2000. Ces deux projets ont fait l'objet d'un vaste débat public dans le courant du deuxième semestre 2004.
Si les différents projets de transport en commun entre ces deux villes ont été reportés ou abandonnés les uns après les autres, la construction de la nouvelle route du Littoral, en revanche, a démarré au début des années 2010. Qualifiée de « route la plus chère au monde » par ses détracteurs, elle a été partiellement ouverte au trafic en 2022.

### Liaison entre Saint-Paul et Saint-Pierre: Laroute des Tamarins
Le réseau routier dans l'ouest de La Réunion est composé de routes départementales et de routes nationales dont les caractéristiques sont souvent réduites à 2 x 1 voie et où plusieurs ponts et un grand viaduc ont été érigés. Grâce à elles  les habitants peuvent parcourir un maximum de km en un minimum de temps ex : St-Denis - St-Paul environ 30 min.

### Sécurité
Les principaux problèmes de sécurité sont affectés par l'alcool (55%) et par la vitesse (21%).

## Transport ferroviaire
De 1878 à 1882, un chemin de fer a été construit, reliant les villes de Saint-Benoit à Saint-Pierre en passant par Saint-Denis. D'une longueur de 126 km, l'objectif principal était le transport du sucre des divers lieux de production dispersés sur l'île jusqu'au port industriel construit dans le même temps dans une plaine déserte devenue la ville du Port. Surnommé le "ti-train", il assurait également la fonction de transport de voyageurs au travers de 13 gares et 20 haltes qui jalonnaient son parcours. En butte à des difficultés financières et concurrencé peu à peu par l'autocar et l'automobile, il a été progressivement abandonné dans les années 1960 au profit de la route. Des vestiges de ce passé ferroviaires sont encore visibles aujourd'hui, notamment les gares de la Grande-Chaloupe, de Saint-Denis et de Saint-Pierre.

Carte du chemin de fer de La Réunion à son ouverture complète en 1882.
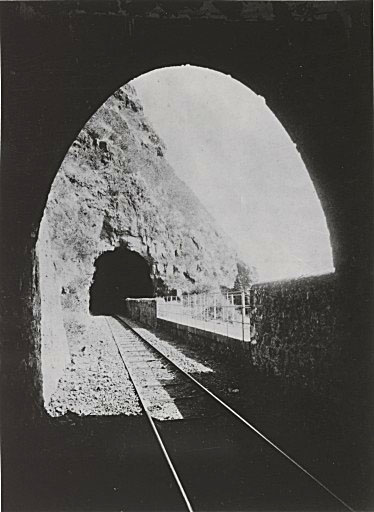
Le tunnel ferroviaire à Saint-Denis.
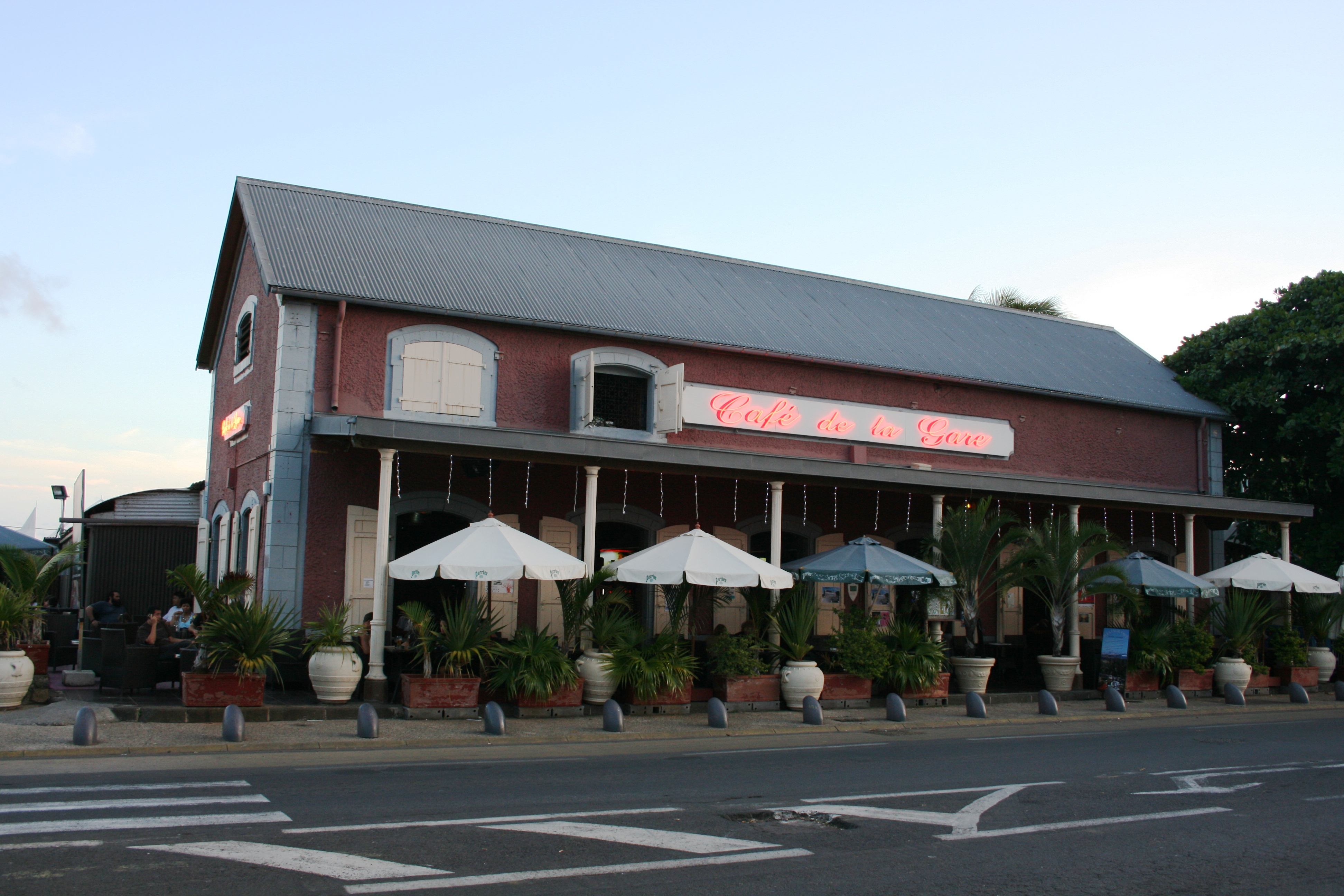
Ancienne gare ferroviaire de Saint-Pierre.

Le tram-train est un projet abandonné, par la nouvelle majorité régionale élue en 2010 pour des raisons notamment financières. D'une longueur de 40 km, le tram-train devait desservir le nord-ouest de l'île de Saint-Paul à Sainte-Marie en passant par Saint-Denis. Ce-dernier devait voir le jour en 2013.
En 2016, la région a annoncé le lancement d'études de faisabilité pour la réalisation d'un réseau régional de transport guidé qui prendrait la forme d'un monorail ou d'un métro aérien, entre Saint-Denis et Sainte-Marie. Ce projet vise à décongestionner l'entrée Est du chef-lieu, quotidiennement saturé par les flux de véhicules arrivant des communes voisines. A plus long terme le réseau régional de transport guidé devrait s'étendre vers l'Est jusqu'à Saint-Benoît. En 2018, il prend finalement la forme du tramway de La Réunion.

## Transports en commun urbains et interurbains
Les transports en commun sont généralement peu empruntés à La Réunion. Ceux-ci représentaient seulement 5 % des déplacements domicile-travail en 2011 selon l'INSEE. Pour pallier cette situation, plusieurs projets en faveur de la création de voies dédiés aux transports en commun sont menés aux quatre coins de l'île (extension Est du TCSP de la Citalis, réalisation du TCSP de l'entrée Ouest de la ville de Saint-Pierre, réalisation du pôle d'échange multimodal de Duparc, etc.). Accusant un certain retard, le développement des transports collectifs constitue une priorité pour La Réunion afin de proposer une alternative viable au tout automobile et lutter contre la saturation du réseau routier en de nombreux endroits de l'île.

### Car Jaune
Le réseau des Car Jaune est un réseau de transport interurbain créé par le Conseil Départemental en 1996. Il permet de desservir la plupart des agglomérations de la Réunion. En décembre 2012 s'est opérée une refonte des lignes du réseau afin de recentrer le Car Jaune sur sa vocation interurbaine. Le réseau s'organise par bassin :

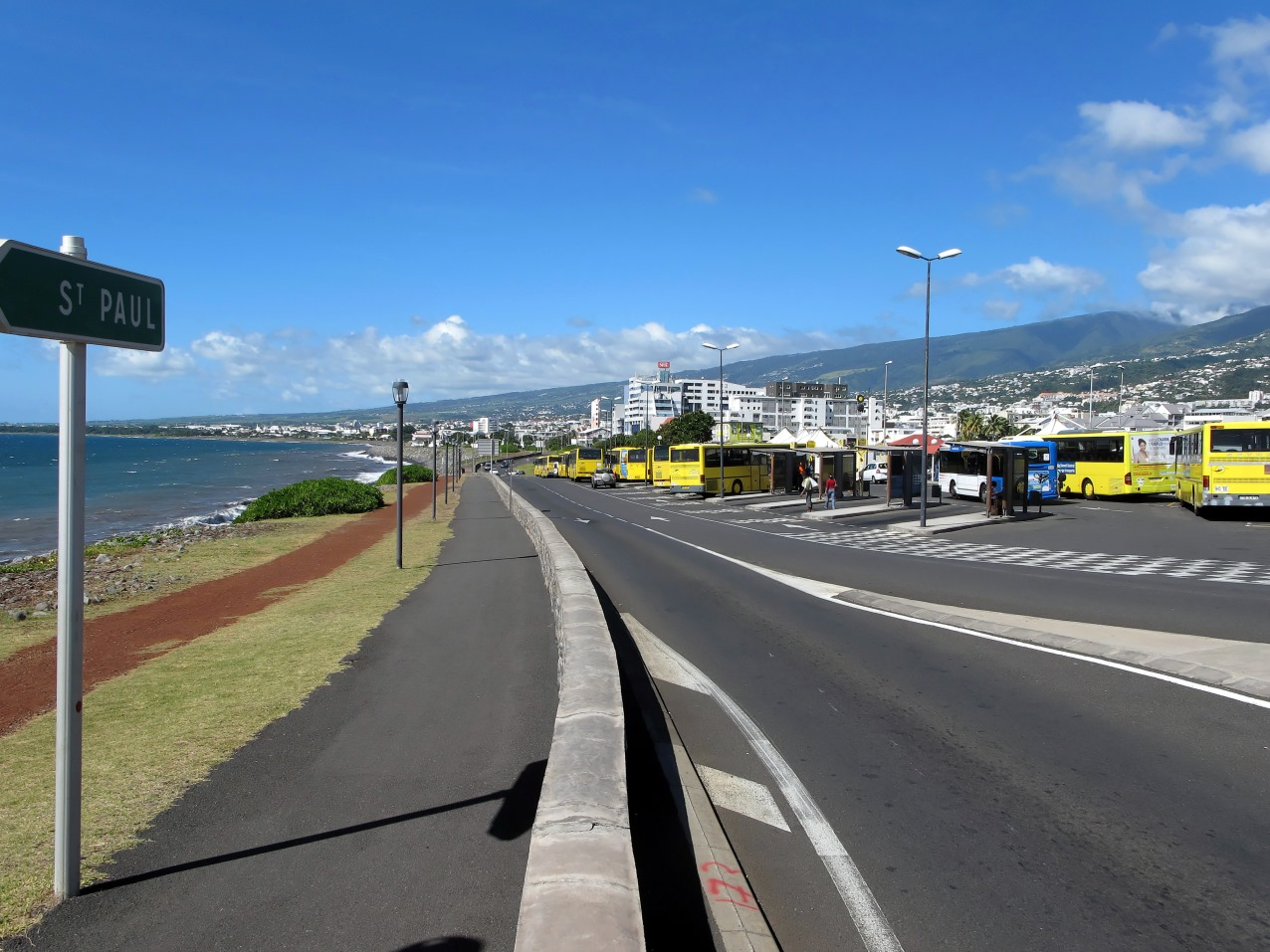
Gare routière de Saint-Denis

Le bassin Nord-Ouest comprend 3 lignes :
- La ligne O1 : St-Pierre / St-Denis express par la Route des Tamarins
- La ligne O2 : St-Pierre / St-Denis par le littoral
- La ligne O3 : St-Paul / St-Denis Express par le Port et la Possession

Le bassin Nord-Est comprend 3 lignes :
- La ligne E1 : St-Benoît / St-Denis Express par La RN2
- La ligne E2 : St-Benoît / St-Denis par le Bd Sud
- La ligne E3 : St-André / St-Denis par Ste-Marie et Ste-Suzanne

Le bassin Sud comprend 6 lignes : 
- La ligne S1 : St-Benoît / St-Pierre par le Grand Brûlé
- La ligne S2 : St-Benoît / St-Pierre par les Plaines
- La ligne S3 : St-Joseph / St-Paul par le Littoral
- La ligne S4 : St-Pierre / St-Paul par les Hauts
- La ligne S5 : Entre-Deux / St-Pierre par la RD 26
- La ligne S6 : St-Joseph / Le Tampon par Petite-Ile (à compter du 17 août 2016)

2 lignes spéciales complètent le réseau :
- La ligne ZO : St-Pierre / P.echange de Duparc par la route des Tamarins
- La ligne T : St-Pierre / P.Echange de Duparc avec les aéroports par les plages

Dans le cadre de la loi NOTRe, le réseau Car Jaune relève désormais de la compétence du Conseil Régional depuis le 1er janvier 2017.

### Réseaux urbains et suburbains
Les cinq communautés d'agglomération sont autorités organisatrices de la mobilité sur leur territoire et organisent des services de transport dans leur ressort territorial. Chacune possède un réseau de bus spécifique, destiné à réaliser un maillage urbain à l'échelle des intercommunalités. Il s'agit de :
- Alternéo pour la Communauté Intercommunale des Villes Solidaires (autour de Saint-Pierre et Saint-Louis),
- Citalis pour la Communauté Intercommunale du Nord de La Réunion (autour de Saint-Denis),
- Kar'Ouest pour le Territoire de la Côte Ouest (autour de Saint-Paul et La Possession),
- Estival pour la Communauté Intercommunale Réunion Est (autour de Saint-André et Saint-Benoît),
- CARSUD pour la Communauté d'Agglomération du Sud (autour du Tampon et Saint-Joseph).

## Transport maritime
Le port principal de l'île est le port de la Pointe des Galets. Il est situé sur le territoire communal du Port. Il assure les fonctions de port maritime, commercial, militaire, de pêche et de plaisance. Il est en réalité constitué de deux darses : le Port Ouest, le plus ancien, qui accueille aujourd'hui les activités de pêche et de plaisance, et le Port Est, le plus récent, qui accueille la majorité du trafic container. Il accueille régulièrement les navires de croisière faisant escale à La Réunion. Il n'existe plus de ligne régulière entre Maurice et La Réunion depuis l'arrêt des navettes opérées par les cargos mixtes Mauritius Pride et Mauritius Trochetia.

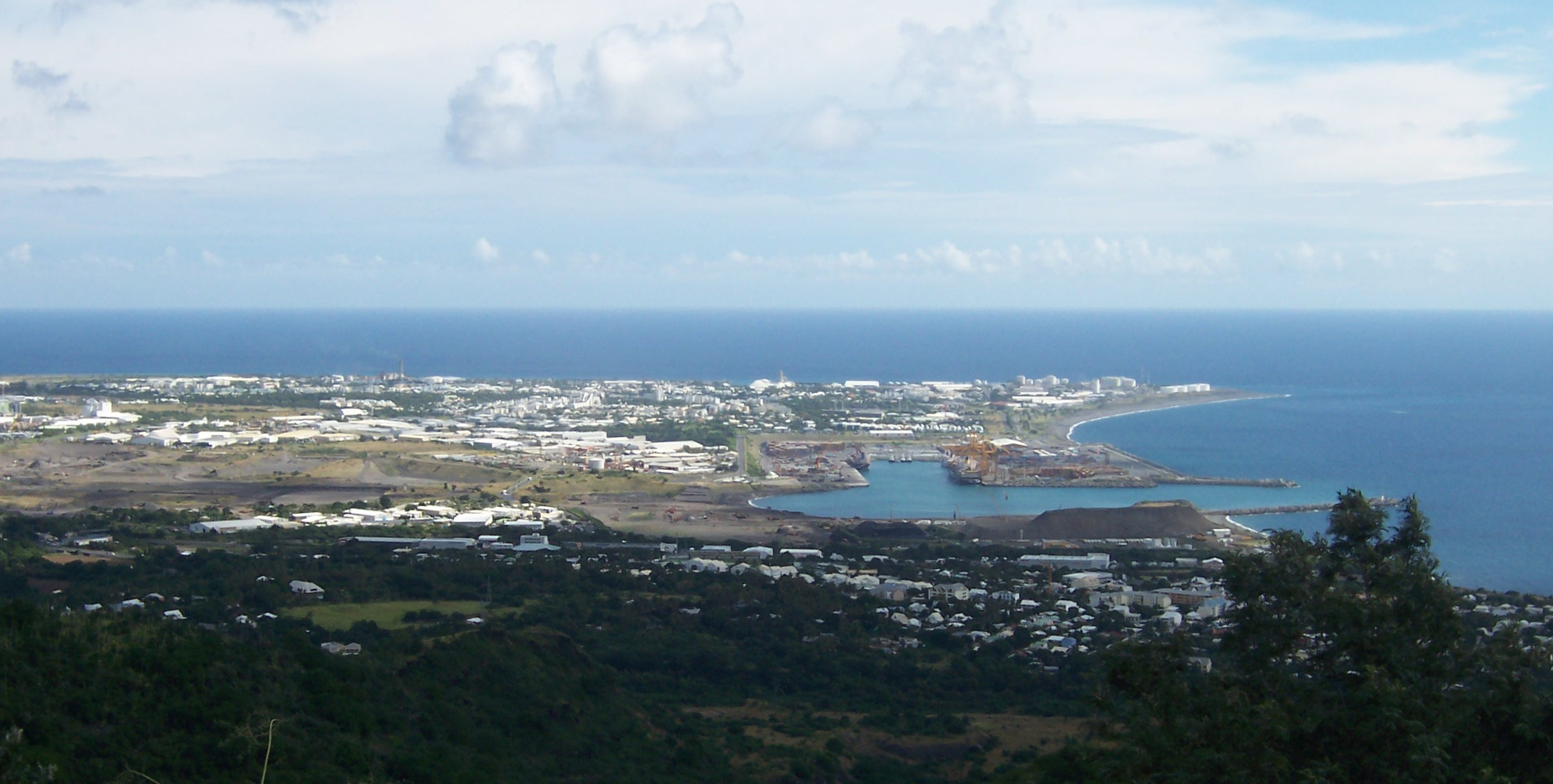
L'un des deux bassins du port de la Pointe des Galets.

Il existe d'autres ports de plus petite taille disséminés autour de l'île. Il s'agit:
- du port de Saint-Gilles les bains
- du port de Saint-Leu
- du port de Saint-Pierre
- du port de Sainte-Rose
- du port de Sainte-Marie

## Transport aérien

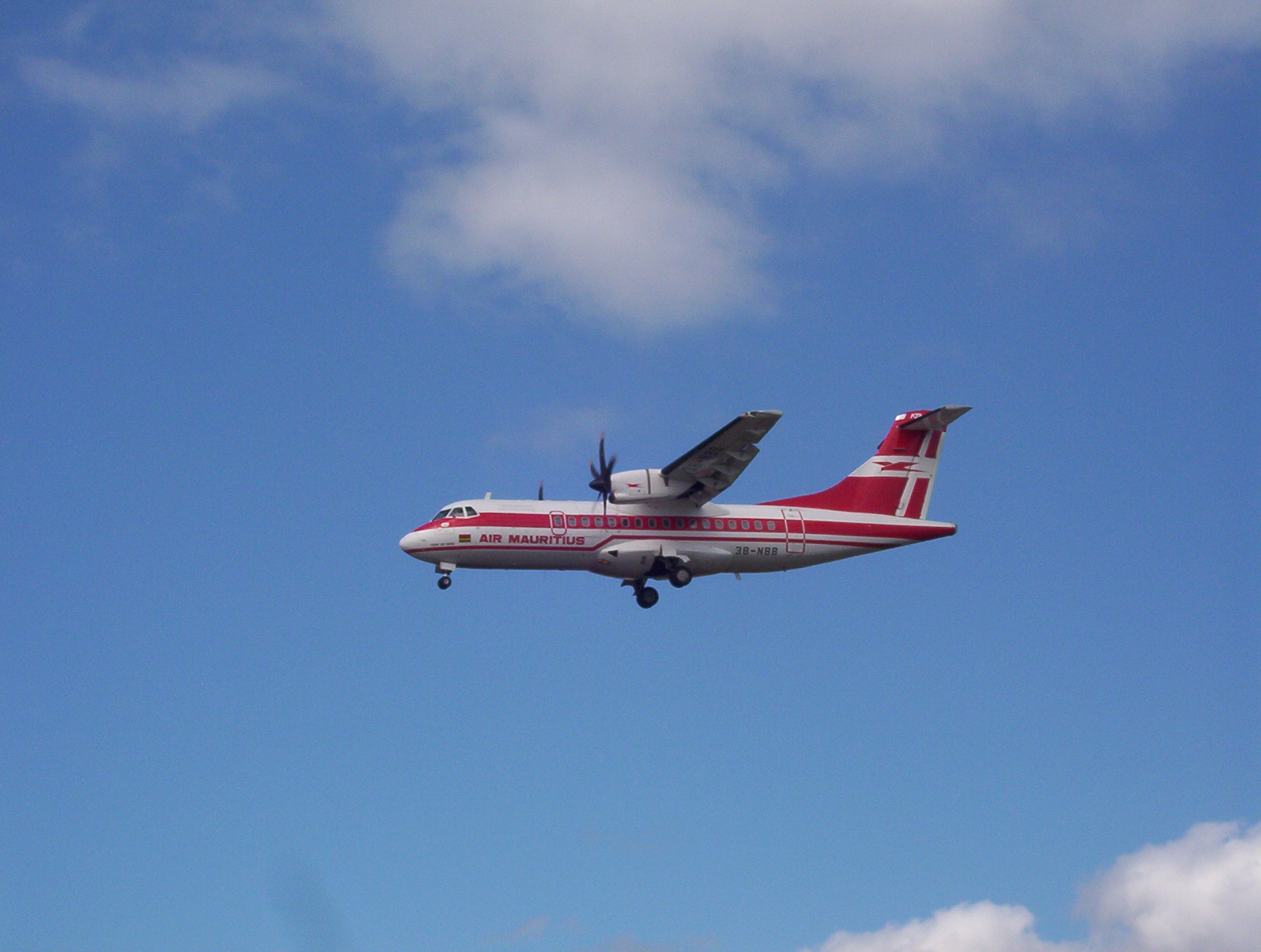
Un avion d'Air Mauritius à l'aéroport de La Réunion Roland-Garros.

L'île de La Réunion dispose de deux aéroports internationaux, l'un, l'aéroport de La Réunion Roland-Garros, situé sur le territoire communal de Sainte-Marie dans le nord de l'île, l'autre, l'aéroport de Saint-Pierre Pierrefonds, sur le territoire de Saint-Pierre dans le sud-ouest.
Le premier se trouve précisément au lieu-dit Gillot, près de la préfecture Saint-Denis. En provenance et à destination de la France métropolitaine, sur lignes régulières, il est notamment desservi par les compagnies suivantes : Air France, Air Austral, Corsairfly, XL Airways ou encore Air Mauritius. Depuis mi-2017, la compagnie à bas coûts French Blue (devenue French Bee) propose une liaison directe vers la métropole. De nouvelles lignes internationales ont été inaugurés récemment[Quand ?] par la compagnie réunionnaise Air Austral depuis l'aéroport de La Réunion Roland-Garros à destination notamment de l'Inde, la Chine et la Thaïlande. Cet aéroport propose, également, entre autres, des vols vers Mayotte (aéroport de Dzaoudzi-Pamandzi).
L'aéroport de Pierrefonds réalise l'essentiel de son trafic dans la zone Océan Indien.
La compagnie réunionnaise Air Bourbon a arrêté son activité le 26 novembre 2004.
Le transport aérien avec Maurice a généré 435 070 passagers en 2003 et 436 074 passagers en 2004.[réf. nécessaire]